# ژشوف
ژشوف () (به لهستانی: Rzeszów) (به اوکراینی: Ряшiв) (به روسی: Ряшев) (به لاتین: Resovia) (به ییدیش: ריישע) یکی از شهرهای جنوب شرقی لهستان است. جمعیت این شهر در ژوئن سال ۲۰۰۹ بالغ بر ۱۷۲٬۸۱۳ نفر بوده‌است.